# Gladys Bouvier
Gladys Bouvier er en gammel figur i tegneserien Simpsons, som er Marges tante og som var ejeren af Jub-Jub.